# Uda
Imperador Uda (宇多天皇, Uda-tennō, 867 — 931) foi o 59º Imperador do Japão, na lista tradicional de sucessão.

## Vida
Antes da sua ascensão ao trono, seu nome era Sadami (定省)  ou Chōjiin-tei. Foi o terceiro filho do Imperador Koko . Sua mãe era a Imperatriz Hanshi, a filha do Príncipe Nakano (que por sua vez era filho de Imperador Kammu). Quando Koko criou os quatro clãs nobres, Gempeitōkitsu (源平藤橘, composto pelos clãs Minamoto (Genji) , Taira (Heiji) , Fujiwara e Tachibana). Sadami passa a pertencer ao Clã Minamoto sendo chamado Minamoto no Sadami. Mais tarde, em 887, quando Koko precisou nomear seu sucessor, Sadami foi novamente promovido ao posto de Príncipe Imperial, com o apoio de Fujiwara no Mototsune. Após a morte de seu pai em novembro deste ano, Sadami-shinnō subiu ao trono.
Reinou de 887 a 897. O reinado do Imperador Uda foi marcado por uma prolongada luta para reafirmar o poder pela Família Imperial longe da influência do crescente Clã Fujiwara, principalmente após a morte de Mototsune em 891. Os registros mostram que logo em seguida, Sukeyo e Kiyoyuki, apoiadores de Mototsune, foram transferidos para as províncias remotas de Mutsu e Higo , respectivamente. Enquanto isso, os funcionários que não eram ligados aos Fujiwara principalmente os ligados aos Minamoto eram promovidos a postos de destaque, enquanto seu conselheiro, Sugawara no Michizane rapidamente escalou a hierarquia e em cinco anos chegou ao terceiro posto mais importante da corte, a de supervisor da casa do príncipe herdeiro. Enquanto isso, o filho de Mototsune, Fujiwara no Tokihira, subiu na classificação, mas apenas o suficiente para evitar uma luta aberta pelo poder.
Neste momento o Imperador Uda buscou que a Corte retomasse o espírito original previsto no Ritsuryō, reavivando o interesse intelectual na doutrina e na cultura confucionista. No sétimo mês de 896, Uda despachou Sugawara no Michizane com a missão de rever todas as penas nas prisões da Capital e anistiar todos os injustamente acusados. Uda também emitiu decretos que reforçaram o direito à terra aos camponeses contra a invasão das famílias poderosas ou de instituições monásticas, e que seria feita uma auditoria nas províncias sobre a arrecadação de impostos.
Em 897, Uda abdicou em favor de seu filho mais velho, o Príncipe Atsuhito, que mais tarde viria a ser conhecido como Imperador Daigo. Uda deixou um testamento com preceitos para a orientação de seu filho. O documento elogia Sugawara no Michizane e Fujiwara no Tokihira como grandes conselheiros, mas adverte que o último era mulherengo. Ambos foram incumbidos para cuidar de seu filho até sua maioridade.
Três anos mais tarde, Uda tornou-se sacerdote budista aos 34 anos em 900. Fundou o templo Ninna-ji , onde passou a residir.
Seu nome budista era  Kongō Kaku. Por vezes foi chamado de "o Imperador Aposentado de Teiji (亭子の帝)," o nome do salão budista onde residiu depois de se tornar um monge era chamado Teijiin.
Uda morreu em 931 aos 64 anos de idade. O Imperador Uda é tradicionalmente venerado em um memorial no santuário xintoísta em Quioto. A Agência da Casa Imperial designa este local como Mausoléu de Uda. E é oficialmente chamado Kaguragaoka no Higashi no misasagi.

## Daijō-kan
- Kanpaku, Fujiwara no Mototsune　(藤原基経) -  836 - 891.[7]
- Daijō Daijin, Fujiwara no Mototsune.[7]
- Sadaijin, Minamoto no Tōru　(源融).
- Sadaijin, Fujiwara no Yoshiyo (藤原良世).
- Udaijin, Minamoto no Masaru (源多).
- Udaijin, Fujiwara no Yoshiyo (藤原良世).
- Udaijin, Minamoto no Yoshiari　 (源能有).